# Mauricio Pinilla
Mauricio Ricardo Pinilla Ferrera (Santiago, 4 de fevereiro de 1984) é um ex - futebolista chileno. Aposentou em fevereiro de 2021.
O jogador ficou conhecido por quase eliminar a Seleção Brasileira nas oitavas-de-final da Copa de 2014, em pleno Mineirão, ao acertar um bola na trave aos 15 minutos do 2° tempo da prorrogação.

## Carreira
Começou a jogar na Universidad de Chile, onde logo se destacou como goleador, sendo contratado pela Internazionale, em 2003. Sem se firmar no clube nerazzurro, foi negociado com o Chievo. Pouco aproveitado, foi emprestado ao Celta de Vigo, em 2004. Novamente sem oportunidades, foi vendido ao Sporting, que o emprestou, em sequência, ao Racing Santander, ao Heart of Midlothian e à Universidad de Chile, seu clube de origem, porém não teve sucesso em nenhum desses clubes.
Após ser contratado em definitivo pelo Hearts, Pinilla jogou 3 partidas pelo Vasco da Gama em 2008. No início de 2009, foi contratado pelo Apollon Limassol, do Campeonato Cipriota. Ficou no Apollon apenas durante alguns meses, após isso, acabou passando uma semana de treinamentos no Grosseto, que acabou o contratando. No Grosseto, conseguiu chegar à incrível marca de um gol por jogo, alcançando a vice-artilharia da Serie B, com vinte e quatro gols em vinte e quatro jogos (o artilheiro da competição marcou vinte e seis gols em quarenta jogos). Seu bom desempenho vem chamando a atenção de equipes da Serie A, como a Fiorentina, mas tendo acertado em 11 de junho de 2010 sua transferência para o Palermo, firmando um contrato de quatro temporadas.
Continuando sua boa fase na carreira, Pinilla retornou à Seleção Chilena, tendo sido convocado por Marcelo Bielsa em 20 de agosto de 2010 para o amistoso contra a Ucrânia, disputado em 7 de setembro do mesmo ano.
Deixou o Palermo por empréstimo ao Cagliari em 26 de janeiro de 2012 até o término da temporada, com opçâo de compra por parte da equipe da Sardenha por 3,7 milhões de euros. Na temporada 2014-15, defendeu o Genoa, não repetindo o desempenho que tivera no Cagliari. Em 2015, foi novamente emprestado, desta vez para a Atalanta, contribuindo para evitar o rebaixamento da equipe à Série B.
Seleção Chilena
Copa América: 2015, 2016

## Seleção Nacional
Estreou pela Seleção Chilena principal em 29 de março de 2003 em partida amistosa contra o Peru. As boas atuações pelo Grosseto o credenciaram a disputar a Copa de 2010, mas uma lesão impediu o atacante de jogar o torneio.
Na Copa de 2014, disputou 3 jogos, mas seria na partida contra a Seleção Brasileira que ele quase virou protagonista da eliminação dos anfitriões, ao chutar no travessão de Júlio César, no penúltimo minuto da prorrogação. Tendo perdido sua cobrança na decisão por pênaltis, o atacante viu o Chile ser derrotado por 3 a 2.
Pinilla ainda jogou a Copa América de 2015, fazendo parte do elenco que venceu a competição - também nos pênaltis - ao derrotar a Argentina, naquele que veio a ser o primeiro título internacional de La Roja.